# Los Twisters (Chile)
Los Twisters fue una banda musical chilena de rock and roll formada en 1961.

## Historia
Los Twisters fue una de las primeras bandas sudamericanas en grabar temas basados en el twist. La banda surge a principios de los años 1960 luego del quiebre de Los Lyons. Entre sus influencias destacan Bill Haley, Chubby Checker y Elvis Presley. Desde el comienzo la agrupación tuvo como vocalista a Luis Dimas y obtuvieron sus primeros éxitos con sencillos como «Penas juveniles», «Caprichitos», «Me recordarás», «Sueña» y «Mi secreto».
En 1963 la banda se alzaba como el conjunto más popular de Chile; pero duraría muy poco, ya que al año siguiente sería Cecilia quién les arrebatáse aquella mención, provocando en la banda la emigración a Argentina. En Argentina la banda prosperó, y la figura de Luis Dimas alcanzó gran popularidad, al punto en que la banda y el vocalista decidieron separarse en 1966. Luego de este quiebre, la banda perdió progresivamente popularidad hasta finalmente disolverse luego de la liberación de su único álbum, El show de Los Twisters.

## Integrantes
- Luis Dimas - voz
- Fernando Allende - batería
- Jorge Toscano - bajo
- Franz Benko - guitarra
- Jorge Pedreros - acordeón
- Antonio Valenzuela - saxofón